# .50 Beowulf
.50 Beowulf — гвинтівковий набій розроблений Білом Александром (Bill Alexander) з компанії Alexander Arms для використання у модифікованій гвинтівці AR-15.

## Характеристики набою
Набій використовує гільзу зі зменшеним фланцем, діаметр якого дорівнює патронам 7.62×39mm та 6.5 mm Grendel. Розміри гільзи дуже близькі до таких у револьверного патрона .500 S&W Magnum, але .50 Beowulf трохи довший та має більшу конусність для полегшення автоматичного подавання у зброї. Його балістика є близькою до старого патрона .45-70 Government.Набій був створений для покращення зупиняючої дії головним чином на коротких та середніх дистанціях у порівнянні з патроном 5.56×45mm NATO. Одною з рекламованих властивостей набою є здатність уражувати цілі у транспортних засобах, оскільки важкі кулі не так легко відхиляються лобовим склом або стандартними автомобільними металевими панелями.

## Пропрієтарний статус
.50 Beowulf є пропрієтарним калібром, розробленим як спеціалізований патрон. Alexander Arms здійснює контроль за усіма аспектами його виробництва та спорідненого обладнання. Небажання компанії розголошувати інформацію щодо патрона викликає роздратування деяких авторів.

## Використання
Незважаючи на те, що .50 Beowulf був створений для тактичного використання, він здобув визнання головним чином як мисливський патрон. Це сталося завдяки його придатності для полювання на багатьох видів північноамериканських тварин, таких як олені, лосі та ведмеді барибали.